# Hydrophorus litoreus
Hydrophorus litoreus är en tvåvingeart som beskrevs av Fallen 1823. Hydrophorus litoreus ingår i släktet Hydrophorus och familjen styltflugor. Arten är reproducerande i Sverige. Inga underarter finns listade i Catalogue of Life.